# Missionarie clarisse del Santissimo Sacramento

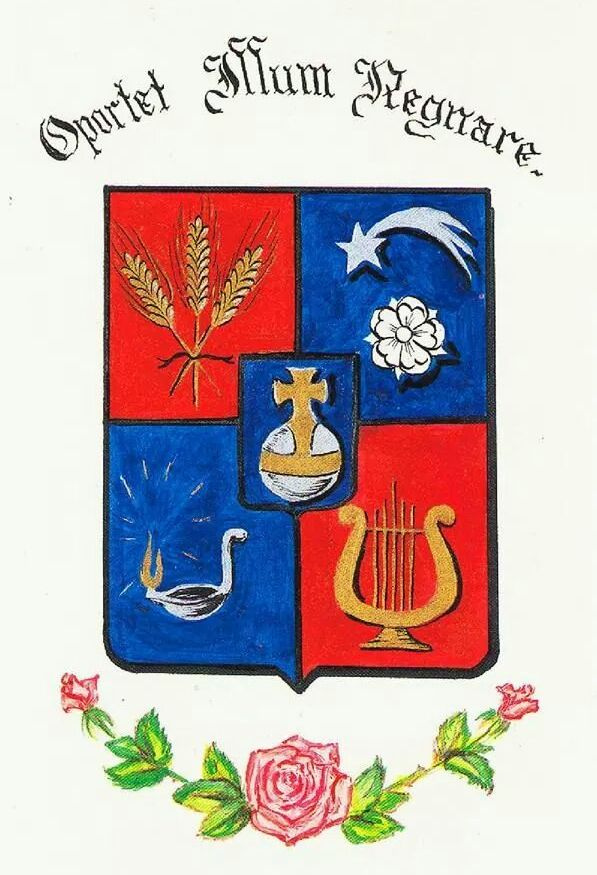
Stemma delle Missionarie Clarisse del Santissimo Sacramento: Oportet illum regnare - "Bisogna che egli regni" (I Cor 15:25)

Le Missionarie Clarisse del Santissimo Sacramento (in spagnolo Misioneras Clarisas del Santísimo Sacramento) sono un istituto religioso femminile di diritto pontificio: le suore di questa congregazione pospongono al loro nome la sigla M.C.

## Storia
La congregazione deriva dalla comunità missionaria fondata a Cuernavaca nel 1945 da Manuela de Jesús Arias Espinosa (1904-1981), monaca clarissa sacramentaria. Il 22 giugno 1951 la Santa Sede autorizzò la comunità di Cuernavaca a separarsi dalle clarisse sacramentarie e a costituirsi in congregazione dedita all'apostolato attivo; le costituzioni delle missionarie clarisse ottennero l'approvazione pontificia il 5 maggio 1953.

## Attività e diffusione
Le religiose dell'istituto si dedicano a varie forme di apostolato (istruzione, catechesi, assistenza ai malati, missioni) e all'adorazione del Santissimo Sacramento in spirito di riparazione.
Le suore sono presenti nelle Americhe (Argentina, Costa Rica, Messico, Stati Uniti d'America), in Asia (Corea del Sud, Giappone, India, Indonesia), in Africa (Nigeria, Sierra Leone) e in Europa (Irlanda, Italia, Russia); la sede generalizia è a Roma, in zona Montesacro.
Alla fine del 2008 la congregazione contava 576 religiose in 59 case.